# Ornament (Verhaltensbiologie)

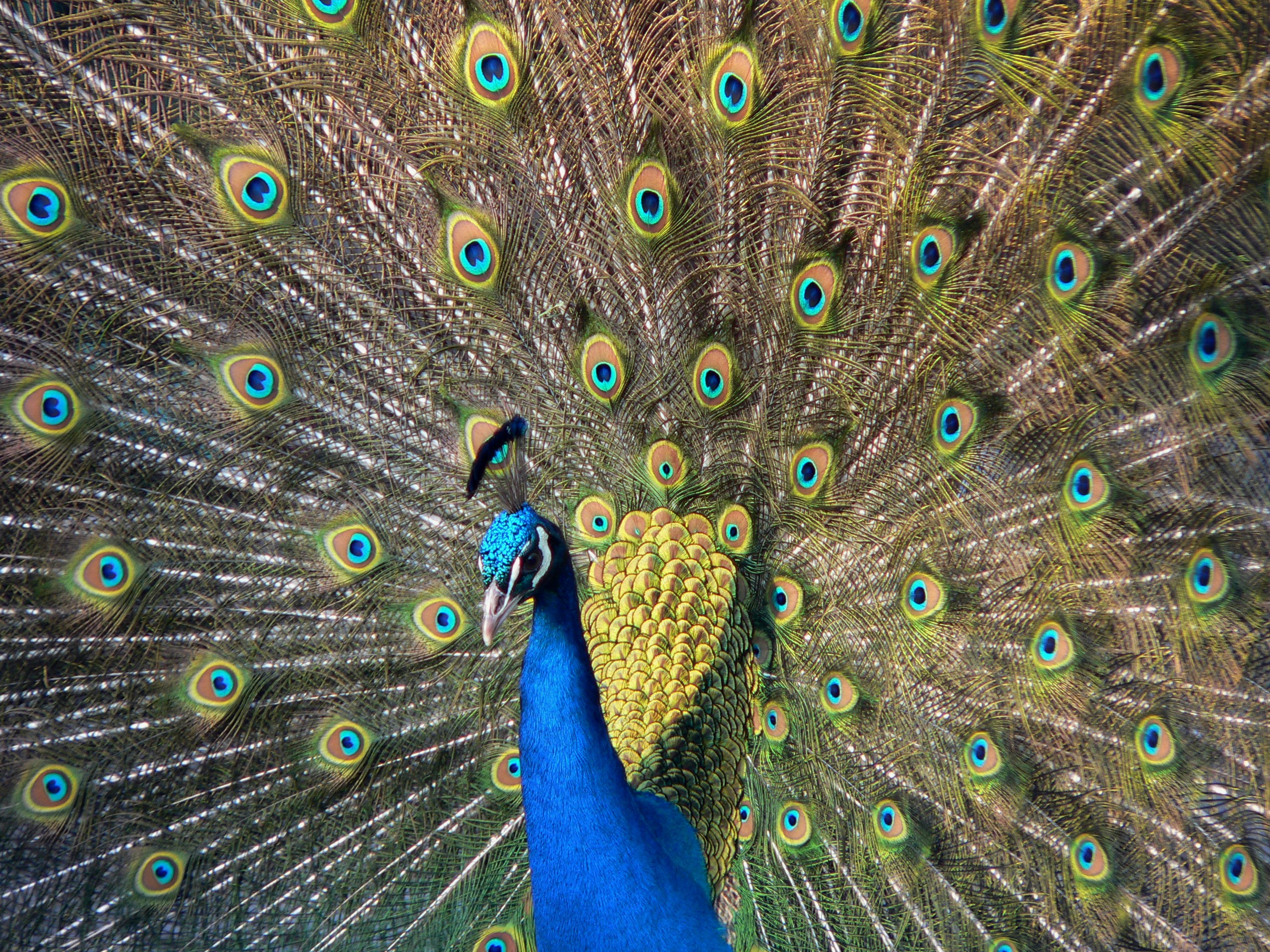
Blauer Pfau ♂ (Pavo cristatus), balzend

Als Ornament bezeichnet man in der Verhaltensbiologie die sexuell selektierten Körpermerkmale von Lebewesen, die bei der Balz eine Rolle spielen. Es handelt sich dabei um Farben, Muster, Anhänge, vergrößerte Strukturen oder sonstige aufwändige Signale, die bei der Paarungskonkurrenz eine Rolle spielen. Die Verhaltensbiologie kennt dabei nicht nur visuelle Ornamente, sondern auch akustische und olfaktorische.
Nach einer weit verbreiteten Hypothese, der sogenannten Handicap-Hypothese, stellen diese auffälligen Ornamente einen Indikator für die körperliche Fitness des Trägers dar. Die Handicap-Hypothese stellt darauf ab, dass das Ornament die Überlebenschance des Trägers verringert beziehungsweise das Prädationsrisiko erhöht, da er dadurch für Fressfeinde auffälliger wird. Nur aufgrund guter körperlicher Fitness ist der Träger des Ornaments in der Lage, dieses Handicap zu überwinden.

## Visuelle Ornamente

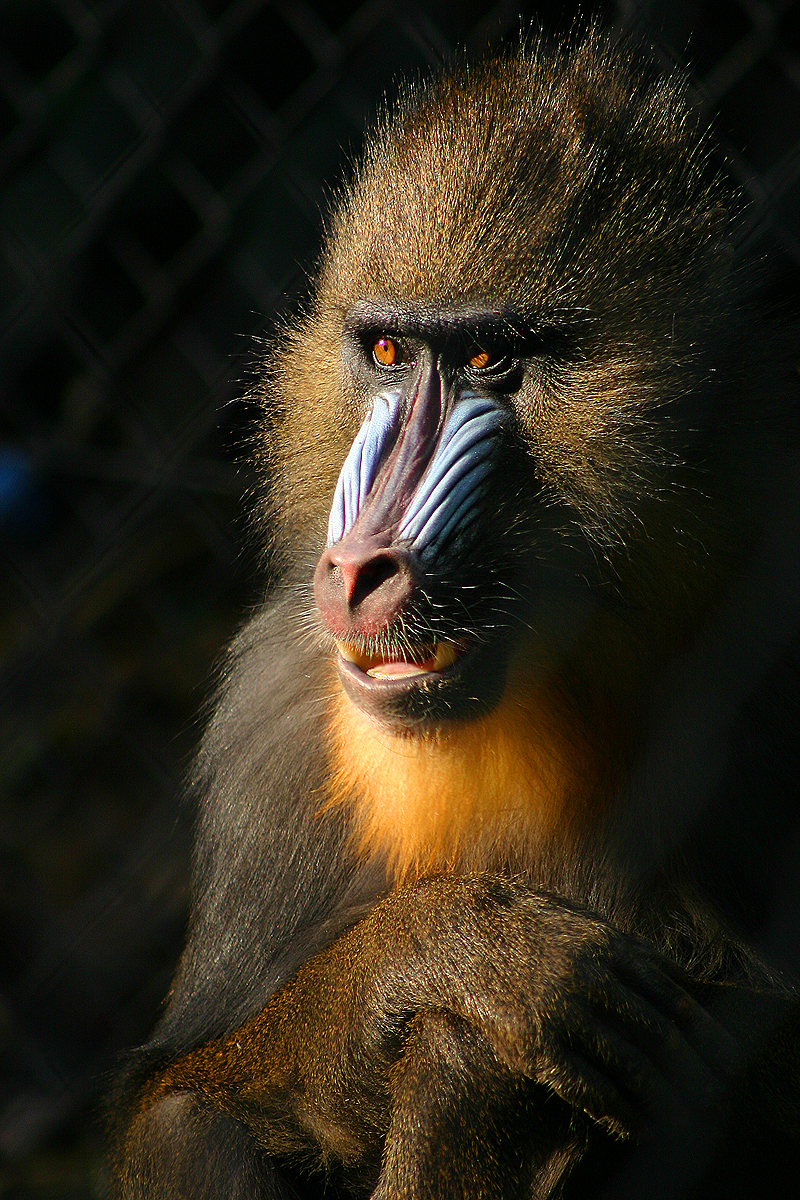
Männlicher, rangniedriger Mandrill – bei ranghohen Männchen ist die Nasenmitte leuchtend rot

Eines der am häufigsten zitierten Beispiele für ein Ornament ist der lange Schwanz des Blauen Pfaus. Das Tragen eines solchen Schwanzes macht den Pfauenhahn auffällig für Fressfeinde und hindert ihn in seiner Flucht; ähnliches gilt für Paradiesvögel. Visuelle Ornamente sind aber auch bei vielen anderen Tierfamilien und -ordnungen vertreten. Bei Löwen beispielsweise signalisiert eine dunkle, dichte Mähne körperliche Fitness, da diese nur bei gutem Hormonstatus und ausreichender Ernährung lang und dicht ausgebildet wird. So variiert auch die Ausbildung der Mähne bei einem einzelnen Individuum im Laufe des Lebens. Aus Felduntersuchungen, bei denen ausgestopfte Löwenmännchen verwendet wurden, weiß man, dass Weibchen auf Männchen mit dunkler, kräftiger Mähne positiv reagieren, während Männchen solche Konkurrenten eher meiden. Damit trägt dieses visuelle Ornament dazu bei, riskante Kämpfe zu vermeiden. Der Preis der dunklen Mähne ist jedoch erhöhter Hitzestress.
Auch bei Mandrills hat das dominante Männchen die ausgeprägteste Gesichtsmaske. Hier konnte jedoch nicht nachgewiesen werden, dass Weibchen Träger dieses Ornaments bevorzugen. Gesichert ist dagegen, dass damit Rangkämpfe reduziert werden. Ähnliches konnte man für Grüne Meerkatzen nachweisen. Hier gibt die Farbe des Scrotums, das bei ranghohen Männchen ein dunkles Blau ist, Auskunft über die Hierarchieebene des Männchens. Experimentell konnte gezeigt werden, dass Männchen, deren Scrotum künstlich dunkler gefärbt wurde, von rangniederen Männchen seltener in Kämpfe verwickelt wurden.

## Akustische Ornamente
Die Männchen vieler Tierarten produzieren Laute oder Rufe, die ebenfalls als Signal in der Paarungskonkurrenz gewertet werden können. Bekannte Beispiele sind das Röhren des brünftigen Rothirschs oder die weit reichenden Rufe des Roten Brüllaffens. Ebenso wie bei der Ausbildung visueller Ornamente lassen auch diese auf körperliche Fitness rückschließen. Für Rothirsche ist eine positive Korrelation zwischen Ruffrequenz und Paarungserfolg belegt.

## Olfaktorische Ornamente
Olfaktorische Ornamente sind in der freien Natur weniger häufig als visuelle oder akustische Ornamente zu beobachten. Der Sender signalisiert jedoch über das Absetzen eines Duftstoffes seine Anwesenheit beziehungsweise sogar seinen Gesundheitszustand.